# 小婦人 (2019年電影)
是一部於2019年上映的美國時代劇情片，由葛莉塔·潔薇執導。電影改編自露意莎·奧爾柯特的同名小說，由瑟夏·羅南、艾瑪·華森、佛蘿倫絲·普伊、艾莉莎·斯坎倫、提摩西·夏勒梅、蘿拉·鄧恩、巴布·奧登科克、克里斯·庫柏和梅麗·史翠普主演。
《小婦人》由索尼影視發行定於2019年12月25日在美國上映。

## 劇情
1868年，纽约城教师乔·马區获杂志主编戴许伍德先生同意发表她创作的故事。和马區姑姑一起在巴黎生活的艾米·马區，参加了姐妹們的儿时玩伴、富有邻居劳里举行的晚会。劳里喝得醉醺醺，與過去陽光開朗的他南轅北轍，令艾米失望恼火，劳里則嘲笑艾米经常跟弗雷德·沃恩一起遊玩只是因為他有錢。此時的纽约，十分愛慕乔的弗里卓克·贝尔教授对她的作品提出建设性批评，让為了賺取稿費迎合編輯偏好的她極為伤心，最终与他分別。乔接到三妹貝絲病重的家書，决定回到家乡马萨诸塞州康科特。
在火車上，喬回想起七年前在姐姐梅格的晚会上初識劳里，以及後來發生的許多事：圣诞节一早，女孩们的母亲催促她们把早餐送给穷苦的邻居胡默尔女士（Mrs. Hummel）和她饥肠辘辘的孩子们。回到家中，她们发现劳里的祖父劳伦斯先生為她们準備一桌大餐。母親之后閱读女孩们的父亲从南北战争战场寄来的一封家书。乔经常去马區姑姑家為她朗讀，希望有朝一日姑姑能帶她去欧洲增廣見聞。當年，梅格、乔、劳里和约翰——劳里的老师、梅格后来的丈夫——一起去看舞台劇，被丟下的艾米因為嫉妒烧掉了乔的作品，喬表示永遠不會原諒她。次日清晨，艾米想弥补乔，追着乔和劳里去湖上滑冰。艾米不慎落水，劳里和喬出手相救，差點失去她的喬與艾米和好。劳伦斯先生注意到贝丝的內向举止，邀请贝丝在他家中弹奏已故女儿的钢琴。
現在，婚後深感貧窮生活艱辛的的梅格受富有友人慫恿，买下她负担不起的昂贵布料，之後向约翰大吐抓襟見肘的苦水。劳里拜訪艾米，为自己酒後失儀道歉，並向艾米求婚。即使艾米愛著劳里，她也知道自己天賦有限無法成為頂尖畫家，更清楚為了改善家人生活嫁給有錢人是時下最好的路，但艾米明白羅禮曾經深愛喬，她不想當羅禮不得已退而求其次的選擇，於是拒绝了他。
多年前，劳伦斯先生把钢琴送给了贝絲，善良的貝絲謹記母親教誨，時常照顧鄰居，但被胡默尔一家传染了猩红热。为了避免疾病进一步擴散，艾米被送到马區姑姑家，姑姑建议她以後嫁給有錢人，以改善家人生活，嬌縱的艾米開始約束自己，以成為知名畫家或嫁給富人為目標。
约翰说服梅格用那匹布料做一件洋裝，让自己开心，梅格表示已经把布料轉卖了，重申做他的妻子很幸福。
數年前梅格结婚的那天，乔想说服她逃婚，兩個人去紐約追求作家跟演員的夢想，但梅格表示和约翰结婚就是自己的夢想，而马區姑姑要去欧洲旅行了，她不打算带乔，而是带艾米。婚礼过后，劳里向失望的乔求婚，但乔認為兩人個性都太好強，羅禮需要深愛他並欣賞他包容他的女孩，而自己並不是，若是結婚將來一定互相厭惡，因此拒绝羅禮，表示自己终身不嫁。
得腥紅熱的那次，贝絲痊愈了，父亲也回家了；而现在，贝絲的病情加剧，最终去世。艾米還在遙遠的歐洲，與病恹恹的马區姑姑准备返家。喬失去了貝絲，大姊出嫁、小妹未歸，一家人無法團圓，令這幾年在紐約不如意的乔格外傷心，如今渴望被愛的她，很後悔當年拒绝了羅禮，於是写信向他表白，放在年少時曾約定的秘密信箱。艾米准备啟程时，告诉劳里自己拒绝了弗雷德的求婚，無論弗雷德多麼有錢，自己還是沒有那麼想嫁他。羅禮體會到喬當年所言是對的，長大後的艾米才適合自己。兩人歸來時也帶來了訂婚的消息，喬得知後詫異不已，但同意和羅禮维持友誼、擁抱妹妹，之后一個人偷偷丟了表白的情書。
回憶起過去匆匆數年一路走來的點滴，乔开始写一部改编自姐妹生活的小说，前几章的内容令戴许伍德先生印象深刻，但他認為姊妹生活的瑣事不會受時下讀者歡迎。贝尔在前往加利福尼亚的途中拜訪马區一家，令乔十分惊讶。
戴许伍德先生的女儿们不斷詢問小說後半段的情節，於是他改變心意，同意发表這部作品，但拒绝接受故事主角到最后仍未婚的安排。为了迎合他的想法，乔将故事的结尾改成主角（也就是自己）阻止贝尔前往加利福尼亚。乔与戴许伍德先生就版权和版税问题的协商进展顺利，姑姑去世后，乔继承了她的房子，將其改為学校，梅格、艾米和贝尔都在学校教书。乔看著自己的小说付梓，書名叫做《小妇人》。

## 演員
| 演員                            | 角色                   | 備註                                                                                 |
| ------------------------------- | ---------------------- | ------------------------------------------------------------------------------------ |
| 瑟夏·羅南 Saoirse Ronan         | 喬瑟芬·「喬」·馬區     | 馬區家四姐妹中的二姐。熱愛寫作、衝動直率。                                           |
| 艾瑪·華森 Emma Watson           | 瑪格麗特·「瑪格」·馬區 | 馬區家四姐妹中的老大，溫柔美麗，熱愛演戲。                                           |
| 佛蘿倫絲·普伊 Florence Pugh     | 艾米·馬區              | 馬區家四姐妹中的年紀最小的一個，被三個姐姐寵壞的她嬌蠻任性，自私虛榮，愛好藝術繪畫。 |
| 艾莉莎·斯坎倫 Eliza Scanlen     | 伊莉莎白·「貝絲」·馬區 | 馬區家四姐妹中的老三，個性膽小害羞，最為謙虛溫婉，喜愛音樂。                         |
| 提摩西·夏勒梅 Timothée Chalamet | 西奧多·「羅禮」·勞倫斯 | 與喬同年的男孩，英俊親切，活潑熱情，有音樂才華。                                     |
| 蘿拉·鄧恩 Laura Dern            | 馬區太太               | 個性敦厚和善，致力教導女兒們的品行。                                                 |
| 梅麗·史翠普 Mary Streep         | 馬區姑姑               | 馬區先生的姊姊，獨自一人生活地富裕。                                                 |
| 巴布·奧登科克 Bob Odenkirk      | 馬區先生               | 在美國南北戰爭中於前線當隨軍牧師。                                                   |
| 特雷西·萊特 Tracy Letts         | 戴許伍德先生           | 出版社老闆。                                                                         |
| 詹姆士·諾頓 James Norton        | 約翰·布魯克            | 羅禮的老師，瑪格的丈夫。                                                             |
| 路易·卡黑 Louis Garrel          | 弗里卓克·貝爾          | 移民，在紐約和喬投宿於同一間旅館的旅客。                                             |
| 克里斯·庫柏 Christopher Cooper  | 勞倫斯先生             | 羅禮的祖父，相當喜歡馬區一家，尤其是貝絲。                                           |
| 潔恩·胡迪修 Jayne Houdyshell    | 漢娜                   | 馬區一家忠心耿耿的僕人。                                                             |
| 阿比·奎因 Abby Quinn            | 安妮·馬費特            |                                                                                      |

## 製作
2013年10月，索尼影視娛樂宣布他們將重新把露意莎·奧爾柯特的小說《小婦人》搬上大銀幕。2015年3月，艾米·帕斯卡開始了籌備作業，莎拉·波莉被聘為電影編寫劇本，並可能執導電影。
2016年8月，葛莉塔·潔薇宣佈將重寫最初由波莉撰寫的劇本。2018年6月，潔薇被任命為導演，並由梅麗·史翠普、艾瑪·史東、瑟夏·羅南、提摩西·夏勒梅和佛蘿倫絲·普伊主演。2018年7月，艾莉莎·斯坎倫加盟電影。2018年8月，詹姆士·諾頓和蘿拉·鄧恩加盟電影。艾瑪·史東因參與《真寵》的宣傳無法配合檔期而退出，角色改由艾瑪·華森飾演。2018年9月，路易·卡黑、巴布·奧登科克和克里斯·庫柏加盟電影。2018年10月，阿比·奎因加盟電影。

### 拍攝
主體攝影在2018年10月於波士頓麻薩諸塞州進行。

## 發行
《小婦人》由索尼影視發行定於2019年12月25日在美國上映，中国大陆由网络平台爱奇艺独播。

## 反響

### 評價
《小婦人》發行後獲得佳評如潮，爛番茄根據351條評論，持有95%的新鮮度，平均得分8.59／10，觀眾投票獲得92%的分數，平均得分為4.53／5，網站影評家共識寫道：「憑藉出色的演員陣容和對其經典素材的巧妙、敏感的複述，葛莉塔·潔薇的《小婦人》證明了一些故事確實是永恆的。」。在Metacritic上，電影根據57條評論（53條好評，4條褒貶不一）獲得91分，代表「普遍讚譽」。
本片在爛番茄2022年發表的「有史以來最佳聖誕節電影」排行榜位居第3名，Metacritic同年發表的「最佳21世紀節日電影」排行榜排名第3名。2023年3月，本片在爛蕃茄發表「270部由21世紀女性執導的電影佳作」清單榜上有名。

### 票房
《小婦人》於聖誕節當日正式公映，首週開畫票房共收穫1200萬。